# Lancia Lambda
La Lancia Lambda è un'automobile di alta gamma, prodotta dalla casa italiana Lancia ed evoluta in nove serie, dal 1923 al 1931.
La Lambda fu assai innovativa per l’epoca poiché beneficiò dell’applicazione dell’innovativo progetto di membratura portante in lamiera imbutita ideato dallo stesso Vincenzo Lancia nel 1918. Questa soluzione tecnica fu rivoluzionaria per il settore automobilistico e divenne la base della produzione moderna di automobili.

## Il contesto
La Lambda nacque ufficialmente nell’autunno del 1922, quando veniva esposta ai Saloni di Parigi e Londra ma la produzione vera e propria (e le consegne) iniziavano verso la metà del 1923.

L’innovativa membratura portante della Lancia Lambda

La nascita della Lambda risale però all’immediato dopoguerra, esattamente al 7 dicembre 1918, giorno in cui Vincenzo Lancia depositò la richiesta per il brevetto rilasciato poi il 28 marzo 1919, con il numero 171 922) recante i disegni di un nuovo modello di autovettura. Il veicolo rappresentato negli schizzi tecnici aveva la forma di un fuso, con il radiatore di forma circolare, la sospensione anteriore semi-indipendente a balestra trasversale, ma la caratteristica più rivoluzionaria consisteva nell’abbandono del telaio convenzionale a longheroni in favore di una membratura portante in lamiera imbutita montata in maniera tale da far lavorare gran parte della scocca della vettura come elemento portante. Già a partire da questo modello la Lancia scelse di avvalersi dell’officina Stola, con cui instaurò una lunghissima collaborazione e grazie alla quale poté realizzare concretamente il progetto della membratura portante ideata da Vincenzo Lancia.

Una Lambda di pre-serie, ripresa in una sosta nel corso di un collaudo su strada

Il pianale risulta sensibilmente abbassato perché l’albero di trasmissione, abbandonata la classica sistemazione al di sotto del pavimento, è qui posizionato in un tunnel che passa all'interno dell'abitacolo (i passeggeri, dunque, vengono a sedere ai lati dell'albero di trasmissione anziché al di sopra di esso).
Secondo la testimonianza di Pinin Farina, l’idea della scocca portante sarebbe venuta al Lancia osservando la struttura di una nave in navigazione, mentre quella delle sospensioni anteriori indipendenti origina da un incidente – la rottura di una balestra anteriore – accaduto allo stesso Vincenzo Lancia nel corso di un viaggio con una Kappa e imputata ai continui notevoli sobbalzi dell'avantreno sul terreno sconnesso.
Secondo il Cav. Battista Falchetto – intervistato molti anni dopo – la prima riunione in cui il patron rivelava l'intenzione di realizzare una nuova vettura la cui struttura sopportasse gli organi meccanici senza ricorrere al classico telaio, risale al marzo 1921. In quella occasione, Monsù Lancia esponeva anche l’idea di una sospensione anteriore da realizzare in modo tale da rendere le due ruote indipendenti. Anche se questa soluzione tecnica non era in assoluto una primizia, poiché già più di vent'anni prima, nel 1898, la vetturetta francese Decauville montava una sospensione a ruote indipendenti, si trattava comunque della prima applicazione su una vettura di serie di una certa diffusione. Fu lo stesso Falchetto a sottoporre al signor Lancia una serie di schizzi (14 in tutto) con diverse soluzioni, tra le quali scegliere quella ritenuta più valida.
La Lambda prendeva forma sotto l’occhio vigile di Vincenzo Lancia. I progettisti Rocco e Cantarini realizzavano il motore a 4 cilindri a V stretto rotante al bel regime di 3250 giri, mentre Scacchi, responsabile del reparto esperienze, ne eseguiva la messa a punto.
Il 1º settembre 1921 il primo prototipo Lambda era pronto e Vincenzo in prima persona, accompagnato da Luigi Gismondi, iniziava i collaudi portandosi da Torino al colle del Moncenisio.
Molte le variazioni che dal prototipo condurranno alla versione definitiva. La più importante fu l’adozione dei freni anche sulle ruote anteriori poiché anche il prototipo ne era privo, proprio perché Vincenzo Lancia aveva sempre mostrato diffidenza verso questa soluzione tecnica.			
Laboriosa si rivelerà anche la messa a punto della sospensione anteriore, poiché il sistema scelto era del tipo "a cannocchiale", ovvero con montanti telescopici con molle elicoidali disposte concentricamente ai montanti e non si poterono montare i soliti ammortizzatori a frizione. Così si dovette optare per l’adozione di un tipo di ammortizzatore idraulico a sua volta concentrico alla molla della sospensione.
Grazie alla sospensione a ruote indipendenti e alla rigidità della scocca, la tenuta di strada della Lambda risulterà di gran lunga superiore a quella delle altre automobili contemporanee, in particolare sui fondi sconnessi, ovvero sulla stragrande maggioranze delle strade dell’epoca, tanto da farne una vettura dalle prestazioni "stradali" notevoli, malgrado una potenza del motore buona ma non eccelsa e una velocità massima che, nelle prime serie, sarà inferiore ai 115 km/orari. Nelle serie successive, salirà poi sino ad oltrepassare la soglia dei 120 orari.
Parecchie Lambda vennero impiegate nelle competizioni dove, a partire dalla seconda metà degli anni venti, si distinsero nella loro classe di cilindrata (la classe "3 litri" dei gruppi Turismo e Sport).
La Lambda avrà una vita abbastanza longeva dal momento che sarà commercializzata in Italia per oltre 8 anni, dalla metà del 1923 sino all’autunno del 1931 quando, in occasione del Salone di Parigi, la Casa torinese lancerà la più convenzionale ed economica Artena.
Il totale di esemplari costruiti in 9 serie successivi risulterà di circa 13 000 (le diverse fonti forniscono dati discordanti ma le differenze sono di poco conto, visto che si va da un minimo di 12 999 ad un massimo di 13 003 "pezzi"). Venduta ad un prezzo elevato ma non proibitivo (in Italia la torpedo prima serie costava 43 000 lire) la Lambda ebbe successo anche sui mercati esteri, dove venne venduta con una certa facilità: mancano i dati riguardanti il periodo 1923-25, ma nel quinquennio che va dal 1926 al 1930, le esportazioni assorbirono più del 40% della produzione. L'auto fu acquisita anche dalla Regia Aeronautica.
Nel corso di questi otto anni, tutta la vettura sarà oggetto di miglioramenti, ma le modifiche più importanti saranno quelle apportate dalla 5ª serie (adozione del cambio a 4 rapporti anziché a 3), dalla 6ª serie (nascita della versione a passo allungato), dalla 7ª serie (aumento della cilindrata da 2121 a 2375 cm³ e della potenza da 49 HP a 59,4 HP) e dell'8ª serie (ulteriore incremento di cilindrata e potenza, portate rispettivamente a 2569 cm³ e 69 HP).

## Le nove serie

Due viste laterali delle prime Lambda: in alto la "guida interna" (sostanzialmente una berlina), sotto la versione "torpedo"

### Prima serie
Periodo di produzione: dal giugno 1923 al novembre 1923
Le prime 50 Lambda (prima serie) avevano le candele avvitate sulla testata: a partire dalla 51ª vettura i tecnici Lancia optavano per una testata piatta avente la camera di scoppio e le candele nella parte alta del cilindro: secondo taluni la “seconda serie” iniziava proprio dalla 51.esima vettura mentre secondo le fonti più accreditate questa modifica non dava origine ad alcuna nuova serie.
Caratteristiche principali
- Vettura: tipo 214, torpedo (passo 310 cm)
- Motore: tipo 67
- Numerazione vetture: da 1 a 400
- Numerazione autotelai: da 10 001 a 10 400
- Unità prodotte: 400
- Identità ed evoluzione della serie
- motore: anteriore longitudinale a 4 cilindri a V di 13°06', alesaggio 75 mm, corsa 120 mm, cilindrata totale 2120,57 cm³, rapporto di compressione 5,00:1, potenza max 49 hp a 3250 giri, valvole in testa, 1 albero a camme in testa centrale; pistoni in lega d'alluminio, lubrificazione forzata, filtro olio a reticella, capacità circuito 5 L, un carburatore orizzontale Zenith 36 HK, accensione a magnete ad alta tensione (Bosch);
- Impianto elettrico: a 12 volt;
- Trasmissione: trazione sulle ruote posteriori, frizione multidisco a secco, cambio a 3 rapporti + RM (2,79/1,75/1:1/RM 3,72), rapporto finale di riduzione con coppia conica elicoidale;
- Sospensioni: sospensioni anteriori a ruote indipendenti del tipo a cannocchiale (sistema Lancia) con ammortizzatori idraulici telescopici; sospensioni posteriori ad assale rigido con balestre longitudinali semiellittiche e ammortizzatori meccanici a frizione;
- Telaio/scocca: scocca portante in lamiera d'acciaio, scatolata;
- Impianto frenante: freno (meccanico) a pedale agente sulle quattro ruote (tamburi, diametro 30 cm) e freno a mano meccanico agente sui tamburi delle ruote posteriori;
- Ruote e pneumatici: ruote a raggi Rudge Whitwort, pneumatici 765x105
- Sterzo: a vite e ruota; guida a destra
- Dimensioni e pesi: passo 310 cm, carreggiata anteriore cm 133, carreggiata posteriore cm 140, peso del telaio 900 kg circa, peso della vettura (carrozzata torpedo) kg 1220 circa
- Prestazioni: velocità max oltre 110 km/h; pendenza massima superabile in 1ª marcia 17-18%; consumo medio litri 12-13 ogni 100 km; portata 4 persone + bagaglio (circa 100 kg)
- Tassa di circolazione: Potenza fiscale in Italia CV 21; bollo di circolazione (nel 1928) 1200 lire annue
- Prezzo: in Italia, nel 1923, 43 000 lire (torpedo)

### Seconda serie
Periodo di produzione: dal novembre 1923 al maggio 1924

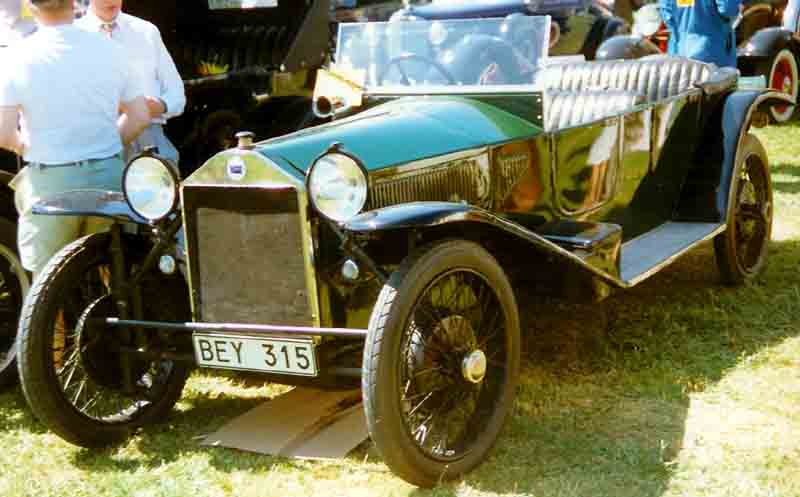
Lambda del 1923

La seconda serie, con modifiche ai cuscinetti del motore, usciva sul finire del 1923: nel corso della sua produzione si ebbero modifiche al blocco cilindri (dalla vettura nº 501) e alla coppia conica della trasmissione (dalla vettura nº 751)
Caratteristiche principali
- Vettura: tipo 214, torpedo (passo cm 310)
- Motore: tipo 67
- Numerazione vetture: da 401 a 1500
- Numerazione autotelai: da 10 401 a 11 500
- Unità prodotte: 1100
- motore: anteriore longitudinale a 4 cilindri a V di 13°06', alesaggio 75 mm , corsa 120 mm, cilindrata totale 2120,57 cmc, rapporto di compressione 5,00:1, potenza max 49 hp a 3250 giri, valvole in testa, 1 albero a camme in testa centrale; pistoni in lega d'alluminio, lubrificazione forzata, filtro olio a reticella, capacità circuito 5 litri, un carburatore orizzontale Zenith 36 HK, accensione a magnete ad alta tensione (Bosch);
- Impianto elettrico: a 12 volt;
- Trasmissione: trazione sulle ruote posteriori, frizione multidisco a secco, cambio a 3 rapporti + RM (2,79/1,75/1:1/RM 3,72), rapporto finale di riduzione con coppia conica elicoidale;
- Sospensioni: sospensioni anteriori a ruote indipendenti del tipo a cannocchiale (sistema Lancia) con ammortizzatori idraulici telescopici; sospensioni posteriori ad assale rigido con balestre longitudinali semiellittiche e ammortizzatori meccanici a frizione;
- Telaio/scocca: scocca portante in lamiera d'acciaio, scatolata;
- Impianto frenante: freno (meccanico) a pedale agente sulle quattro ruote (tamburi, diametro cm 30) e freno a mano meccanico agente sui tamburi delle ruote posteriori;
- Ruote e pneumatici: ruote a raggi Rudge Whitwort, pneumatici 765x105
- Sterzo: a vite e ruota; guida a destra
- Dimensioni e pesi: passo 310 cm, carreggiata anteriore 133 cm, carreggiata posteriore 140 cm, peso del telaio 900 kg circa, peso della vettura (carrozzata torpedo) 1220 kg circa
- Prestazioni: velocità max oltre 110 km/h; pendenza massima superabile in 1ª marcia 17-18%; consumo medio 12-13 litri ogni 100 km; portata 4 persone + bagaglio (circa 100 kg)
- Tassa di circolazione: Potenza fiscale in Italia 21 CV; bollo di circolazione (nel 1928) 1200 lire annue
- Prezzo: in Italia, nel 1923/24, 43 000 lire (torpedo)

### Terza serie
Periodo di produzione: dal maggio 1924 al novembre 1924
La terza serie (nata nella primavera del 1924) si distingueva dalle precedenti per l'adozione dei pistoni in ghisa e per il sistema di accensione (non più Bosch ma Marelli).
Caratteristiche principali
- Vettura: tipo 214, torpedo (passo 310 cm)
- Motore: tipo 67
- Numerazione vetture: da 1501 a 2300
- Numerazione autotelai: da 11 501 a 12 300
- Unità prodotte: 800
- motore: anteriore longitudinale a 4 cilindri a V di 13°06', alesaggio mm 75, corsa mm 120, cilindrata totale cmc 2120,57, rapporto di compressione 5,00:1, potenza max 49 hp a 3250 giri, valvole in testa, 1 albero a camme in testa centrale; pistoni in ghisa, lubrificazione forzata, filtro olio a reticella, capacità circuito 5 litri, un carburatore orizzontale Zenith 36 HK, accensione a magnete ad alta tensione (Marelli);
- Impianto elettrico: a 12 volt;
- Trasmissione: trazione sulle ruote posteriori, frizione multidisco a secco, cambio a 3 rapporti + RM (2,79/1,75/1:1/RM 3,72), rapporto finale di riduzione con coppia conica elicoidale;
- Sospensioni: sospensioni anteriori a ruote indipendenti del tipo a cannocchiale (sistema Lancia) con ammortizzatori idraulici telescopici; sospensioni posteriori ad assale rigido con balestre longitudinali semiellittiche e ammortizzatori meccanici a frizione;
- Telaio/scocca: scocca portante in lamiera d'acciaio, scatolata;
- Impianto frenante: freno (meccanico) a pedale agente sulle quattro ruote (tamburi, diametro cm 30) e freno a mano meccanico agente sui tamburi delle ruote posteriori;
- Ruote e pneumatici: ruote a raggi Rudge Whitwort, pneumatici 765x105
- Sterzo: a vite e ruota; guida a destra
- Dimensioni e pesi: passo 310 cm, carreggiata anteriore cm 133, carreggiata posteriore cm 140, peso del telaio kg 900 circa, peso della vettura (carrozzata torpedo) 1220 kg circa
- Tassa di circolazione: potenza fiscale in Italia CV 21; bollo di circolazione (nel 1928) 1200 lire annue
- Prestazioni: velocità max oltre 110 km/h; pendenza massima superabile in 1ª marcia 17-18%; consumo medio litri 12-13 ogni 100 km; portata 4 persone + bagaglio (circa 100 kg)

### Quarta serie
Periodo di produzione: dal novembre 1924 al marzo 1925
La quarta serie (uscita nell'autunno del 1924) aveva un nuovo coperchio delle punterie e altre migliorie al motore (blocco e testata).
Dalla vettura nº 2601 venne modificato il volano-motore
Caratteristiche principali
- Vettura: tipo 214, torpedo (passo cm 310)
- Motore: tipo 67
- Numerazione vetture: da 2301 a 3150
- Numerazione autotelai: da 12301 a 13150
- Unità prodotte: 850
- motore: anteriore longitudinale a 4 cilindri a V di 13°06', alesaggio mm 75, corsa mm 120, cilindrata totale cmc 2120,57, rapporto di compressione 5,00:1, potenza max 49 hp a 3250 giri, valvole in testa, 1 albero a camme in testa centrale; pistoni in ghisa, lubrificazione forzata, filtro olio a reticella, capacità circuito lt 5, un carburatore orizzontale Zenith 36 HK, accensione a magnete ad alta tensione (Marelli);
- Impianto elettrico: a 12 Volt;
- Trasmissione: trazione sulle ruote posteriori, frizione multidisco a secco, cambio a 3 rapporti + RM (2,79/1,75/1:1/RM 3,72), rapporto finale di riduzione con coppia conica elicoidale;
- Sospensioni: sospensioni anteriori a ruote indipendenti del tipo a cannocchiale (sistema Lancia) con ammortizzatori idraulici telescopici; sospensioni posteriori ad assale rigido con balestre longitudinali semiellittiche e ammortizzatori meccanici a frizione;
- Telaio/scocca: scocca portante in lamiera d'acciaio, scatolata;
- Impianto frenante: freno (meccanico) a pedale agente sulle quattro ruote (tamburi, diametro cm 30) e freno a mano meccanico agente sui tamburi delle ruote posteriori;
- Ruote e pneumatici: ruote a raggi Rudge Whitwort, pneumatici 765x105
- Sterzo: a vite e ruota; guida a destra
- Dimensioni e pesi: passo cm 310, carreggiata anteriore cm 134, carreggiata posteriore cm 140, peso del telaio kg 900 circa, peso della vettura (carrozzata torpedo) kg 1220 circa
- Tassa di circolazione: potenza fiscale in Italia CV 21; bollo di circolazione (nel 1928) Lire 1.200 annue
- Prestazioni: velocità max oltre 110 km/h; pendenza massima superabile in 1ª marcia 17-18%; consumo medio litri 12-13 ogni 100 km; portata 4 persone + bagaglio (circa 100 kg)

### Quinta serie
Periodo di produzione: dal marzo 1925 al settembre 1925

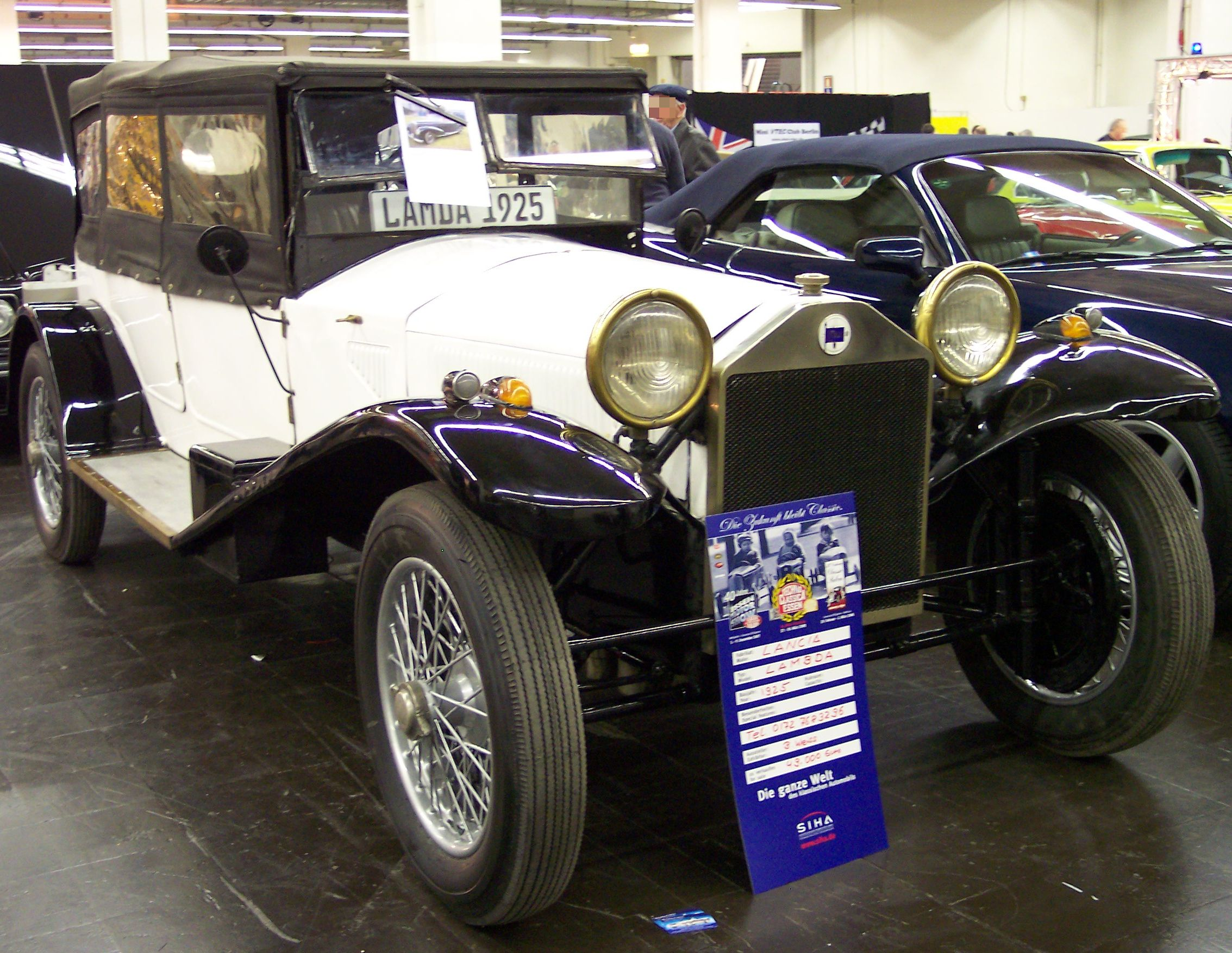
Lambda del 1925

Anche se sicuramente - oltre alle modifiche esplicitamente specificate per ciascuna serie - qualche altro piccolo particolare differenziava la terza serie dalla seconda e la quarta serie dalla terza, si può dire senza tema di smentita che nei primi anni di vita le modifiche apportate alla Lambda erano state marginali.
Ecco che invece nel marzo del 1925 – dopo 3150 esemplari prodotti – si aveva, con la 5ª serie, la prima
variazione fondamentale: l'adozione del cambio a 4 rapporti, associata ad alcune migliorie all'impianto
frenante e alle sospensioni.
Per questa “quinta serie” viene dichiarata una velocità massima di 115 km/h.
In corso di produzione (dalla vettura nº 3550) veniva montato un nuovo filtro dell'olio.
Caratteristiche principali
- Vettura: tipo 214, torpedo (passo cm 310)
- Motore: tipo 67
- Numerazione vetture: da 3151 a 4200
- Numerazione autotelai: da 13151 a 14200
- Unità prodotte: 1050
- motore: anteriore longitudinale a 4 cilindri a V di 13°06', alesaggio mm 75, corsa mm 120, cilindrata totale cmc 2120,57, rapporto di compressione 5,00:1, potenza max 49 hp a 3250 giri, valvole in testa, 1 albero a camme in testa centrale; pistoni in ghisa, lubrificazione forzata, filtro olio a reticella, capacità circuito lt 5, un carburatore orizzontale Zenith 36 HK, accensione a magnete ad alta tensione (Marelli);
- Impianto elettrico: a 12 Volt;
- Trasmissione: trazione sulle ruote posteriori, frizione multidisco a secco, cambio a 4 rapporti + RM (3,19/1,89/1,45/1:1/RM 4,41), rapporto finale di riduzione con coppia conica elicoidale;
- Sospensioni: sospensioni anteriori a ruote indipendenti del tipo a cannocchiale (sistema Lancia) con ammortizzatori idraulici telescopici; sospensioni posteriori ad assale rigido con balestre longitudinali semiellittiche e ammortizzatori meccanici a frizione;
- Telaio/scocca: scocca portante in lamiera d'acciaio, scatolata;
- Impianto frenante: freno (meccanico) a pedale agente sulle quattro ruote (tamburi, diametro cm 30) e freno a mano meccanico agente sui tamburi delle ruote posteriori;
- Ruote e pneumatici: ruote a raggi Rudge Whitwort, pneumatici 765x105
- Sterzo: a vite e ruota; guida a destra
- Dimensioni e pesi: passo cm 310, carreggiata anteriore cm 133, carreggiata posteriore cm 140, peso del telaio kg 900 circa, peso della vettura (carrozzata torpedo) kg 1220 circa
- Tassa di circolazione: potenza fiscale in Italia CV 21; bollo di circolazione (nel 1928) Lire 1.200 annue
- Prestazioni: velocità max 115 km/h; pendenza massima superabile in 1ª marcia 17-18%; consumo medio litri 12-13 ogni 100 km; portata 4 persone + bagaglio (circa 100 kg)

### Sesta serie
Periodo di produzione: dal settembre 1925 al luglio 1926

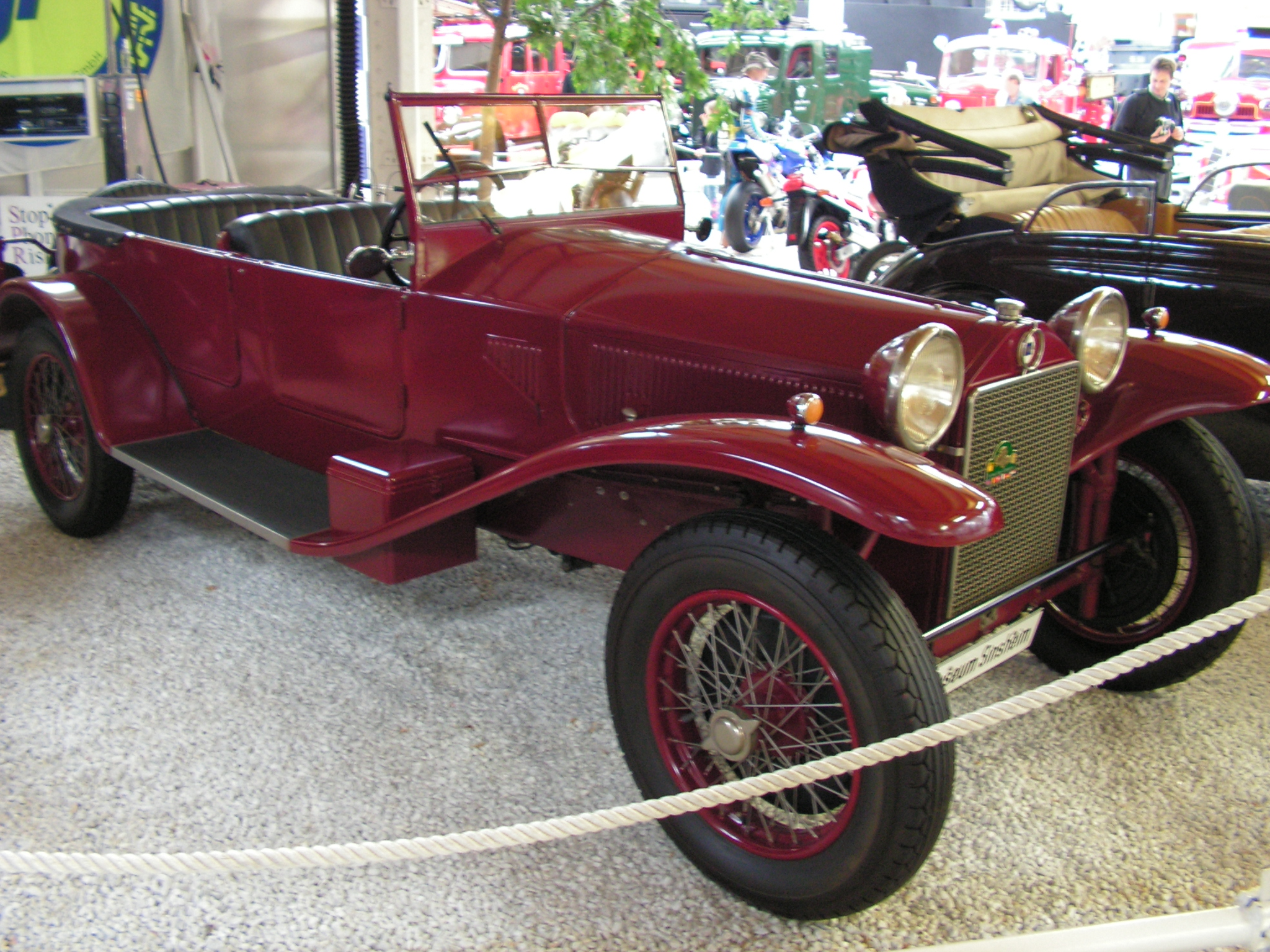
Lancia Lambda del 1926

Il 6 settembre 1925 usciva la sesta serie, subito denominata “6 posti” in virtù dell'incremento del passo (cm 342 contro 310) e del conseguente notevole miglioramento dell'abitabilità.
I modelli fondamentali su cui si articolava la Lambda sesta serie erano due: il torpedo lungo (216) e il telaio a passo lungo (217) sul quale la Casa costruirà (commercializzandole dal 1926) le berline Weymann e i carrozzieri potranno realizzare le loro “fuori serie”.
Secondo talune fonti, sembrerebbe che il “classico” torpedo con il passo di cm 310 (precedentemente denominato tipo 214) non fosse più disponibile: la cosa non è del tutto convincente e un'ipotesi potrebbe essere che il terzo tipo previsto per questa sesta serie, un non meglio identificato 216bis, altro non fosse se non il “vecchio” torpedo con il passo di cm 310.
Va comunque notato che il nuovo torpedo 216 aveva una scocca con portiere più ampie (e pannelli integrati in luogo di quelli rivettati) mentre l'autotelaio 217 era caratterizzato da un abbassamento dei longheroni e dalla eliminazione della traversa scatolata che era posta dietro i sedili anteriori. A mantenere la ormai proverbiale rigidità del telaio rimase comunque la scatolatura del portabagagli.
Per quanto concerne il motore, si rileva soltanto una lievissima variazione dell'angolo della “V” dei cilindri, che è ora di 13º (il valore precedente era di 13°6')
A partire dalla vettura nº 4601 le Lambda tornavano ad essere equipaggiate con il sistema d'accensione Bosch (non più Marelli) mentre dalla vettura nº 4701 venivano munite di tamburi dei freni - in alluminio con inserti in acciaio - di maggiori dimensioni (450 mm) e di un nuovo tipo di ruote a raggi (su cui vennero montati pneumatici da 775 x 145)
Caratteristiche principali
- Modelli:
  - tipo 216, torpedo passo lungo (cm 342)
  - tipo 217, autotelaio passo lungo (cm 342)
  - tipo 216 bis
- Motore: tipo 67
- Numerazione progressiva: da 4201 a 5500
- Numerazione autotelai: da 14201 a 15500
- Unità prodotte: 1300
- motore: anteriore longitudinale a 4 cilindri a V di 13º, alesaggio mm 75, corsa mm 120, cilindrata totale cmc 2120,57, rapporto di compressione 5,00:1, potenza max 49 hp a 3250 giri, valvole in testa, 1 albero a camme in testa centrale; pistoni in ghisa, lubrificazione forzata, filtro olio a reticella, capacità circuito lt 5, un carburatore orizzontale Zenith 36 HK, accensione a magnete ad alta tensione (Marelli sino alla vettura nº 4600, Bosch dalla nº 4601);
- Impianto elettrico: a 12 Volt;
- Trasmissione: trazione sulle ruote posteriori, frizione multidisco a secco, cambio a 4 rapporti + RM (3,19/1,89/1,45/1:1/RM 4,41), rapporto finale di riduzione con coppia conica elicoidale;
- Sospensioni: sospensioni anteriori a ruote indipendenti del tipo a cannocchiale (sistema Lancia) con ammortizzatori idraulici telescopici; sospensioni posteriori ad assale rigido con balestre longitudinali semiellittiche e ammortizzatori meccanici a frizione;
- Telaio/scocca: scocca portante in lamiera d'acciaio, scatolata;
- Impianto frenante: freno (meccanico) a pedale agente sulle quattro ruote (tamburi, diametro cm 30; dalla vettura nº 4701 il diametro passa a cm 45) e freno a mano meccanico agente sui tamburi delle ruote posteriori;
- Ruote e pneumatici: ruote a raggi Rudge Whitwort, pneumatici 765x105 (dalla vettura nº 4701 vengono montati pneumatici da 775x145); pneumatici coloniali 32"x5".77
- Sterzo: a vite e ruota; guida a destra
- Dimensioni e pesi (passo lungo): passo cm 342, carreggiata anteriore cm 136, carreggiata posteriore cm 143,2; peso dell'autotelaio kg 1000 circa
- Tassa di circolazione: potenza fiscale in Italia CV 21; bollo di circolazione (nel 1928) Lire 1.200 annue
- Prestazioni: velocità max 115 km/h; pendenza massima superabile in 1ª marcia 21%; consumo medio litri 12-13 ogni 100 km; portata (passo lungo) 6 persone + bagaglio (circa 70 kg)

### Settima serie

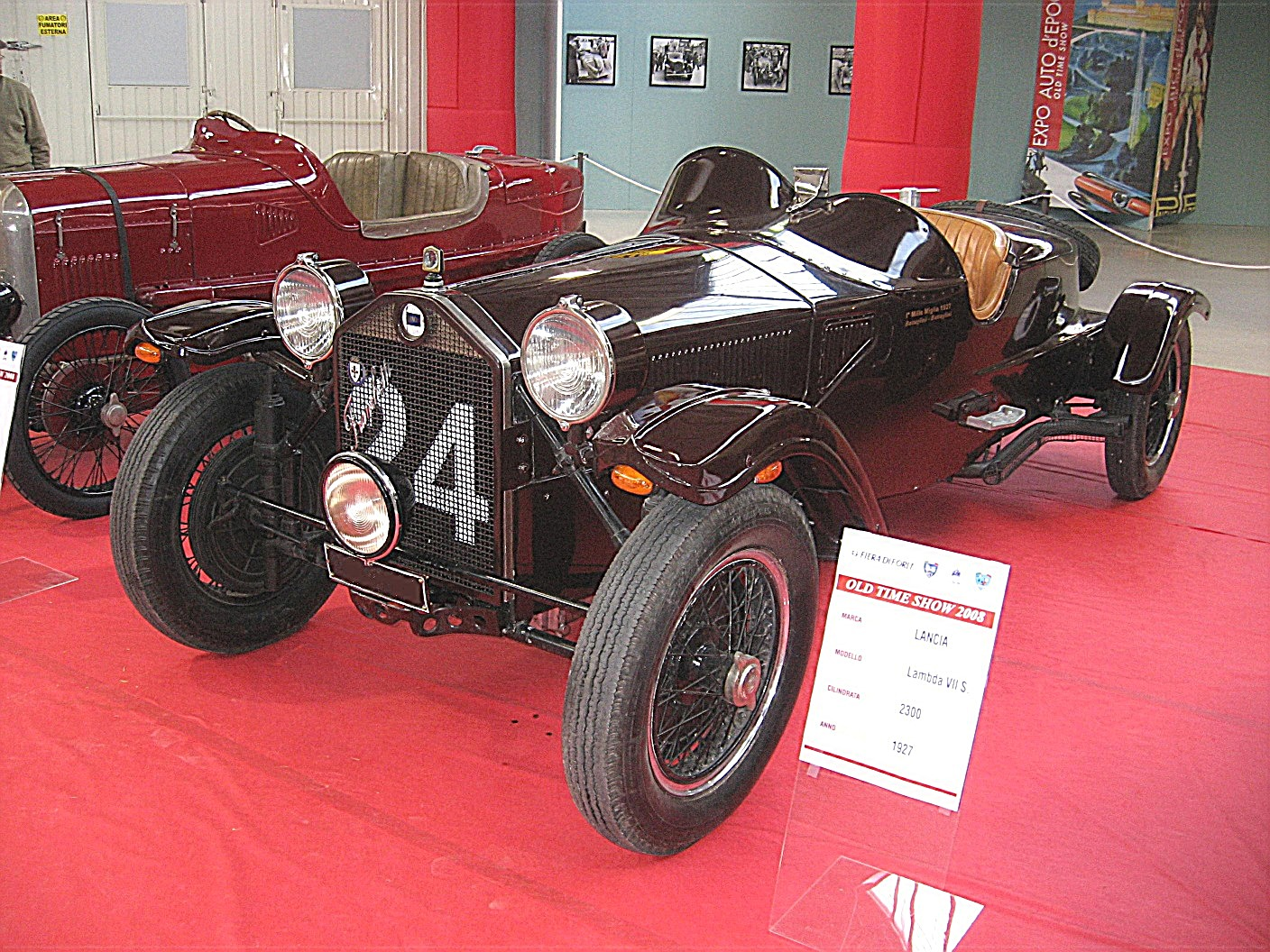
Lancia Lambda settima serie

Periodo di produzione: dal luglio 1926 al marzo 1928
La novità di questa settima serie era costituita dalla adozione di un nuovo motore nel quale, oltre alla maggiore cilindrata e potenza, si riscontrava anche una seppur lieve variazione nell'angolo della “V” dei cilindri (portata da 13º a 14º).
Grazie all'aumento della misura dell'alesaggio (da mm 75 a mm 79,37) la cilindrata passava da cmc 2120,57 a cmc 2374,89 e, anche in funzione dell'incremento del valore del rapporto di compressione (da 5:1 a 5,15:1), la potenza saliva da 49 a 59,4 HP.
Le prestazioni miglioravano e la velocità massima giungeva poco al di sotto dei 120 km all'ora.
Altre modifiche apportate al propulsore riguardavano i condotti di aspirazione, la messa punto della
carburazione, le camere di scoppio, il riposizionamento delle candele nella testata (non più montate lateralmente ma in testa) i manovellismi (bielle e albero motore), i pistoni (ora nuovamente in lega d'alluminio) e il filtraggio dell'olio motore (al normale filtro a reticella venne aggiunto un grosso filtro a lamelle smontabile)
Il regime di rotazione massimo si innalzava da 3250 a 3500 giri al minuto, anche se il picco di
potenza si aveva sempre a 3250 giri.
Tra le altre variazioni di minor rilievo, da notare la possibilità di montare pneumatici “Bibendum” della Michelin della misura 14 x 50.
Alcune Lambda della settima serie si comportarono più che egregiamente alla massacrante prima edizione (1927) della Mille Miglia.
Caratteristiche principali
- Modelli:
  - tipo 216, torpedo passo lungo (cm 342)
  - tipo 217, autotelaio passo lungo (cm 342)
  - tipo 218, torpedo passo corto (cm 310)
  - tipo 219, autotelaio passo corto (cm 310)
- Motore: tipo 78
- Numerazione progressiva: da 5501 a 8600
- Numerazione autotelai: da 15501 a 18600
- 'Unità prodotte: 3100
- motore: anteriore longitudinale a 4 cilindri a V di 14º , alesaggio mm 79,37, corsa mm 120, cilindrata totale cmc 2374,89, rapporto di compressione 5,15:1, potenza max 59,4 HP a 3250 giri, regime massimo 3500 giri, valvole in testa, 1 albero a camme in testa centrale; pistoni in lega di alluminio, lubrificazione forzata, filtro olio a reticella più un grosso filtro a lamelle smontabile, capacità circuito lt 5,5, un carburatore orizzontale Zenith 36 HK, accensione a magnete ad alta tensione(Bosch);
- Impianto elettrico: a 12 Volt;
- Trasmissione: trazione sulle ruote posteriori, frizione multidisco a secco, cambio a 4 rapporti + RM (3,19/1,89/1,45/1:1/RM 4,41), rapporto finale di riduzione con coppia conica elicoidale;
- Sospensioni: sospensioni anteriori a ruote indipendenti del tipo a cannocchiale (sistema Lancia) con ammortizzatori idraulici telescopici; sospensioni posteriori ad assale rigido con balestre longitudinali semiellittiche e ammortizzatori meccanici a frizione;
- Telaio/scocca: scocca portante in lamiera d'acciaio, scatolata;
- Impianto frenante: freno (meccanico) a pedale agente sulle quattro ruote (tamburi, diametro cm 45) e freno a mano meccanico agente sui tamburi delle ruote posteriori;
- Ruote e pneumatici: ruote a raggi Rudge Whitwort, pneumatici 775x145 oppure "Bibendum" Michelin 14 x 50; pneumatici coloniali 32"x5".77
- Sterzo: a vite e ruota; guida a destra
- Dimensioni e pesi (passo corto): passo cm 310, carreggiata anteriore cm 133, carreggiata posteriore cm 140, peso dell'autotelaio kg 900 circa
- Dimensioni e pesi (passo lungo): passo cm 342, carreggiata anteriore cm 136, carreggiata posteriore cm 143,2; peso dell'autotelaio kg 1000 circa
- Tassa di circolazione: potenza fiscale in Italia CV 22; bollo di circolazione (nel 1928) Lire 1.297 annue
- Prestazioni: velocità max oltre 115 km/h; pendenza massima superabile in 1ª marcia tra il 21% e il 23% a seconda del passo e del rapporto al ponte adottato; consumo medio litri 14-15 ogni 100 km; portata (passo corto) 4 persone + bagaglio (circa 100 kg); portata (passo lungo) 6 persone + bagaglio (circa 70 kg);
- Prezzo: In Italia, nel 1927, versione "torpedo" Lire 50.000

### Ottava serie
Periodo di produzione: dal marzo 1928 all'agosto 1930

Due viste laterali delle ultime Lambda VIII-IX serie:in alto la "torpedo", sotto la "guida interna"

Con l'ottava serie, lanciata nella primavera del 1928, la Lambda riceveva un motore di più generose dimensioni, necessario per salvaguardare le prestazioni di una macchina che, specie nelle versioni berlina raggiungeva ormai un peso ragguardevole (quasi 2 tonnellate nel caso di vettura a pieno carico).
Il nuovo motore denunciava l'ennesima variazione del valore dell'angolo della “V” dei cilindri (ora portato a 13°40') mentre, fermo restando il valore della corsa (120 mm), l'alesaggio dei cilindri passava a mm 82,55 la cilindrata a cmc 2569,00 e la potenza a 69 hp a 3500 giri/minuto (circa 4000 giri il regime massimo possibile).
Variato il carburatore, sempre Zenith ma del tipo HK 38.
La velocità massima giungeva a superare i 120 km all'ora, avvicinandosi ai 125.
Anche l'autotelaio subiva modifiche di un certo rilievo, finendo per presentarsi come un vero pianale: ormai soltanto una maggiore altezza dei longheroni e il tunnel “integrato” lo distinguevano dai pianali degli autotelai tradizionali, per cui ne traevano vantaggio i carrozzieri, che potevano più agevolmente montarvi le loro realizzazioni.
Altre variazioni: l'innalzamento del radiatore, un nuovo cruscotto (con il contagiri di serie) e la possibilità di disporre della guida a sinistra.
Il prezzo di vendita risulta sensibilmente incrementato: se nel 1923 con 43.000 lire si poteva acquistare una torpedo completa, sette anni dopo occorrevano 1.000 lire di più per entrare in possesso del solo chassis privo di carrozzeria.
L'ultima “8ª serie” lascerà la fabbrica il 28 agosto 1930 lasciando il posto alla “9ª serie” (che però inizierà ad essere costruita nel gennaio del 1931).
Alcune Lambda della ottava serie (in parte elaborate opportunamente) si comportarono più che egregiamente alla massacrante seconda edizione (1928) della Mille Miglia.
Caratteristiche principali
- Modelli:
  - tipo 221, autotelaio passo corto (cm 310)
  - tipo 222, autotelaio passo lungo (cm 342)
  - tipo 223, torpedo passo corto (cm 310)
  - tipo 224, torpedo passo lungo (cm 342)
  - tipo 225, berlina Weymann su autotelaio passo corto (cm 310)
  - tipo 226, berlina Weymann su autotelaio passo lungo (cm 342)
- Motore: tipo 79
- Numerazione progressiva: da 8601 a 12503 (la 12502 e la 12503 risultano costruite nel gennaio 1931)
- Numerazione autotelai: da 18601 a 22535 (non tutti i numeri sono stati utilizzati)
- Unità prodotte: 3903
- motore: anteriore longitudinale a 4 cilindri a V di 13°40', alesaggio mm 82,55, corsa mm 120, cilindrata totale cmc 2569,00, rapporto di compressione 5,15:1, potenza max 69 hp a 3500 giri, regime massimo circa 4000 giri, valvole in testa, 1 albero a camme in testa centrale; pistoni in lega di alluminio, lubrificazione forzata, filtro olio a reticella più un grosso filtro a lamelle smontabile, capacità circuito lt 5,5, un carburatore orizzontale Zenith 38 HK, accensione a magnete ad alta tensione (Bosch);
- Impianto elettrico: a 12 Volt;
- Trasmissione: trazione sulle ruote posteriori, frizione multidisco a secco, cambio a 4 rapporti + RM (3,19/1,89/1,45/1:1/RM 4,41), rapporto finale di riduzione con coppia conica elicoidale;
- Sospensioni: sospensioni anteriori a ruote indipendenti del tipo a cannocchiale (sistema Lancia) con ammortizzatori idraulici telescopici; sospensioni posteriori ad assale rigido con balestre longitudinali semiellittiche e ammortizzatori meccanici a frizione;
- Telaio/scocca: scocca portante in lamiera d'acciaio, scatolata;
- Impianto frenante: freno (meccanico) a pedale agente sulle quattro ruote (tamburi, diametro cm 45) e freno a mano meccanico agente sui tamburi delle ruote posteriori;
- Ruote e pneumatici: ruote a raggi Rudge Whitwort; pneumatici "Bibendum" Michelin 14 x 50 oppure 15 x 50; pneumatici coloniali 32"x5".77
- Sterzo: a vite e ruota; guida a destra (a sinistra su richiesta)
- Dimensioni e pesi (passo corto): passo cm 310, carreggiata anteriore cm 133, carreggiata posteriore cm 140, peso dell'autotelaio kg 925 circa
- Dimensioni e pesi (passo lungo): passo cm 342, carreggiata anteriore cm 136, carreggiata posteriore cm 143,2; peso dell'autotelaio kg 1015 circa; peso della "torpedo" kg 1315 circa
- Tassa di circolazione: potenza fiscale in Italia CV 24; bollo di circolazione (nel 1928) Lire 1.504 annue
- Prestazioni: velocità max oltre 120 km/h; pendenza massima superabile in 1ª marcia tra il 26% e il 30% a seconda del passo e del rapporto al ponte adottato; consumo medio litri 14-15 ogni 100 km; portata (passo corto) 4 persone + bagaglio (circa 100 kg); portata (passo lungo) 6 persone + bagaglio (circa 70 kg);
- Prezzo in Italia, nel 1928-30, autotelaio, Lire 43-44.000

### Nona serie
Periodo di produzione: dal gennaio 1931 all'ottobre 1931
Nel gennaio 1931 usciva l'ultima serie di Lambda, la nona, la cui modifica più rilevante risiedeva nell'adozione della accensione a spinterogeno.
La maggior parte di queste ultime Lambda (disponibili con telai delle due classiche dimensioni di passo) venivano carrozzate “berlina” dalla Lancia.
Ma ormai la Lambda risentiva inevitabilmente degli anni: il successo di vendita si attenuava e quest'ultimo mezzo migliaio di unità necessiterà di circa un anno per essere venduto.
La Lambda si avviava dunque alla meritata pensione, sostituita dalla più convenzionale (e più economica) Artena, che verrà presentata come novità al Salone di Parigi nel mese di ottobre del 1931.
Caratteristiche principali
- Modelli:
  - tipo 221-A, autotelaio passo corto (cm 310)
  - tipo 222-A, autotelaio passo lungo (cm 342)
- Motore: tipo 79
- Numerazione progressiva: da 13001 a 13498 più le numero 13500 e 13501
- Numerazione autotelai: da 23001 a 23501
- Unità prodotte: 500
- motore: anteriore longitudinale a 4 cilindri a V di 13°40', alesaggio mm 82,55, corsa mm 120, cilindrata totale cmc 2569,00, rapporto di compressione 5,15:1, potenza max 69 hp a 3500 giri, regime massimo circa 4000 giri, valvole in testa, 1 albero a camme in testa centrale; pistoni in lega di alluminio, lubrificazione forzata, filtro olio a reticella più un grosso filtro a lamelle smontabile, capacità circuito lt 5,5, un carburatore orizzontale Zenith 38 HK, accensione a spinterogeno (Bosch);
- Impianto elettrico: a 12 Volt;
- Trasmissione: trazione sulle ruote posteriori, frizione multidisco a secco, cambio a 4 rapporti + RM (3,19/1,89/1,45/1:1/RM 4,41), rapporto finale di riduzione con coppia conica elicoidale;
- Sospensioni: sospensioni anteriori a ruote indipendenti del tipo a cannocchiale (sistema Lancia) con ammortizzatori idraulici telescopici; sospensioni posteriori ad assale rigido con balestre longitudinali semiellittiche e ammortizzatori meccanici a frizione;
- Telaio/scocca: scocca portante in lamiera d'acciaio, scatolata;
- Impianto frenante: freno (meccanico) a pedale agente sulle quattro ruote (tamburi, diametro cm 45) e freno a mano meccanico agente sui tamburi delle ruote posteriori;
- Ruote e pneumatici: ruote a raggi Rudge Whitwort; pneumatici "Bibendum" Michelin 14 x 50 oppure 15 x 50; pneumatici coloniali 32"x5".77
- Sterzo: a vite e ruota; guida a destra (a sinistra su richiesta)
- Dimensioni e pesi (passo corto): passo cm 310, carreggiata anteriore cm 133, carreggiata posteriore cm 140, peso dell'autotelaio kg 925 circa
- Dimensioni e pesi (passo lungo): passo cm 342, carreggiata anteriore cm 136, carreggiata posteriore cm 143,2; peso dell'autotelaio kg 1015 circa
- Tassa di circolazione: potenza fiscale in Italia CV 24; bollo di circolazione (nel 1936) Lire 840 annue
- Prestazioni: velocità max oltre 120 km/h; pendenza massima superabile in 1ª marcia tra il 26% e il 30% a seconda del passo e del rapporto al ponte adottato; consumo medio litri 14-15 ogni 100 km; portata (passo corto) 4 persone + bagaglio (circa 100 kg); portata (passo lungo) 6 persone + bagaglio (circa 70 kg)

## Le Lambda alla Mille Miglia

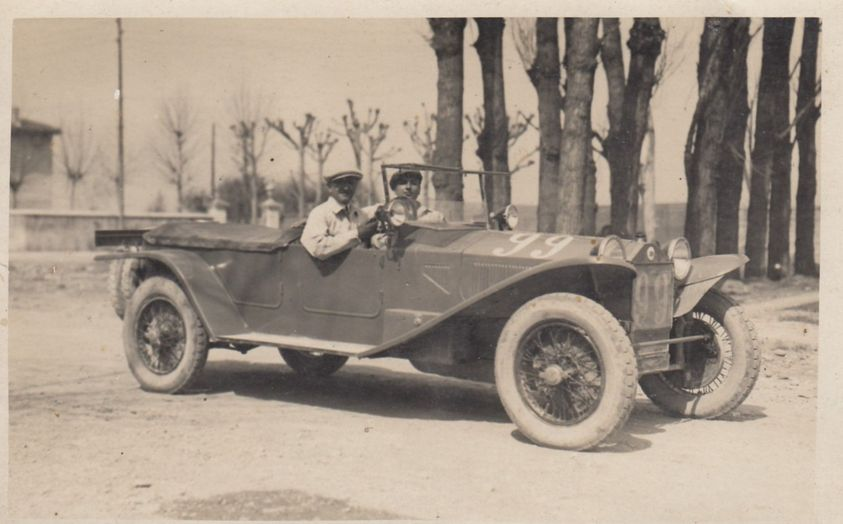
Pugno+Bergia, I Mille Miglia 1927

Parecchie Lambda vennero impiegate nelle competizioni dove, a partire dalla seconda metà degli anni venti, si distinsero nella loro classe di cilindrata (la classe “3 litri” dei gruppi Turismo e Sport): nella prima edizione della Mille Miglia, che si svolse nei giorni 26 e 27 marzo 1927 le Lambda al via erano ben 10, di cui 5 iscritte dalla Casa.

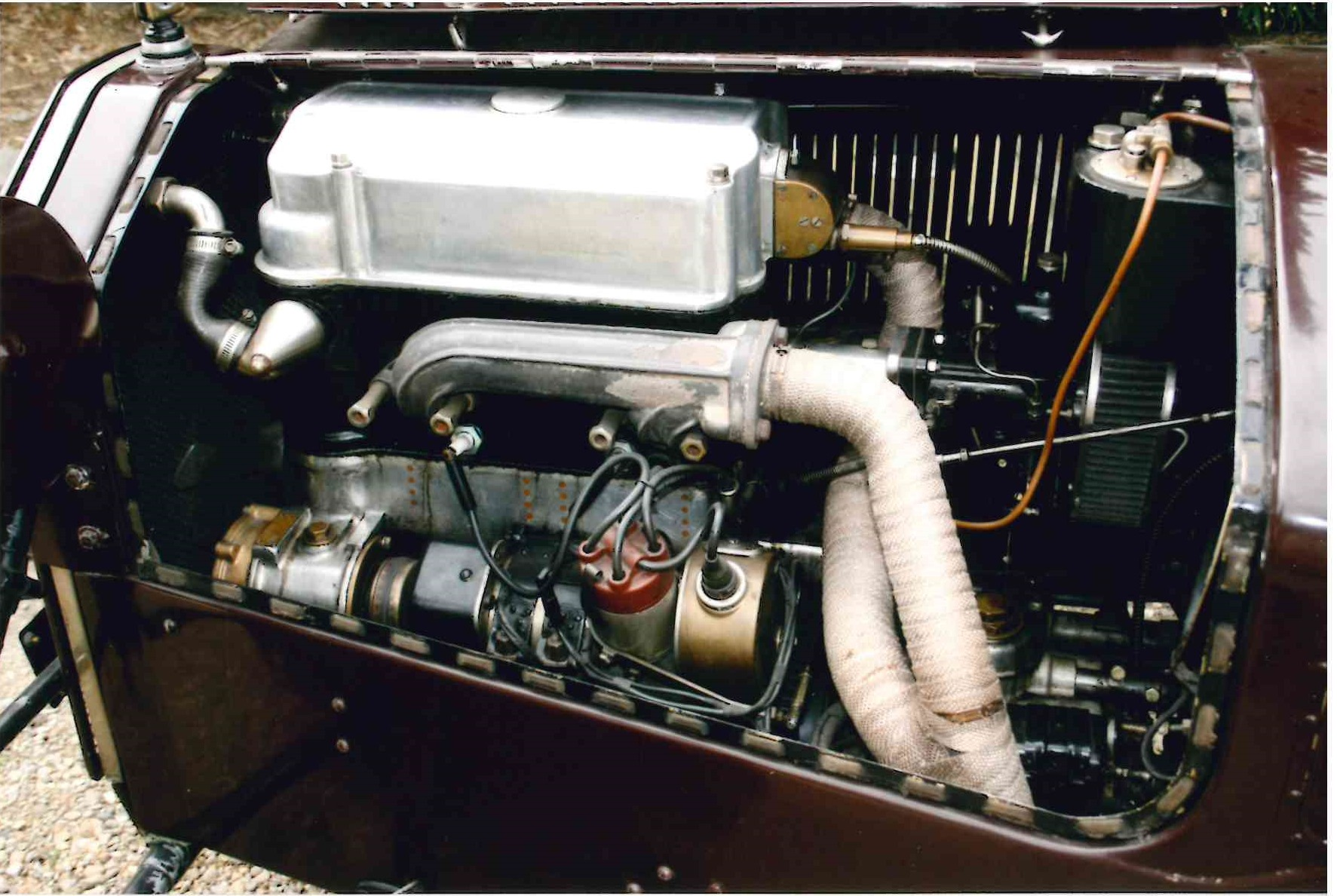
Particolare della testa "Pirotta" specifica del modello che corse la prima Mille Miglia

Si trattava di 5 macchine a passo corto (quattro del tipo torpedo 218 e una con carrozzeria speciale su telaio 219) recanti i numeri di produzione 6691, 6697, 6698, 6705, 6991 e i corrispondenti numeri di autotelaio 16670, 16671, 16672, 16673 e 16972, le cui varianti rispetto agli esemplari di serie erano date da elaborazioni al motore (rapporto di compressione più elevato, ottenuto grazie a pistoni più alti e lubrificazione migliorata), da alleggerimenti alla carrozzeria, da una gommatura maggiorata (con la terza ruota di scorta montata lateralmente), dalla adozione di un serbatoio per il carburante più capiente e dal montaggio di una batteria supplementare.
Le vetture degli equipaggi Strazza/Varallo e Pugno/Bergia si classificheranno prime e seconda di classe ma soprattutto riusciranno ad occupare il quarto e quinto posto della graduatoria assoluta, immediatamente alle spalle delle OM (cui andranno la vittoria e le piazze d'onore).
Il bilancio della partecipazione Lancia alla prima Mille Miglia è sintetizzabile in questi numeri: 10 Lambda alla partenza, 3 sole ritirate e 7 all'arrivo (tra cui 2 ai primi due posti della classe da 2 a 3 litri di cilindrata).
Probabilmente compiaciuto da questo esito più che positivo, Vincenzo Lancia in persona percorrerà con l'amico Strazza il tragitto Brescia-Roma-Brescia, dopodiché deciderà di preparare una versione della vettura più adatta al tracciato.
Per la seconda edizione della corsa, in calendario per il 31 marzo 1928, venivano infatti allestite alcune unità potenziate e alleggerite.
Tre di queste - carrozzate spider da Casaro su telaio 221 - recavano numeri di produzione 8612,8613 e 8614 (numeri dell'autotelaio: 18610, 18611, 18612) e costituivano la squadra ufficiale Lancia, mentre le altre sei - torpedo 223 – recavano i numeri di produzione 8603, 8607, 8608, 8609, 8610 e 8611 (numeri dell'autotelaio: dal 18604 al 18609) ed erano destinate a selezionati clienti (piloti-gentleman) della Lancia.
Le torpedo del tipo “223” si distinguevano esteriormente dalle normali torpedo di serie per i predellini (e i parafanghi) in posizione più alta da terra.
Tanto le tre “spider Casaro” quanto le sei “torpedo” vennero munite dei primi motori da 2569 cm³ che equipaggeranno tutte le Lambda dell'ottava e nona serie. I motori montati su queste nove vetture destinate alla Mille Miglia risultavano potenziati grazie all'adozione di una testata in ghisa speciale costruita dalla azienda milanese Romagnoni & Pirotta (collettori di scarico esterni, molle valvole ad aghi, camere di scoppio a forma di cuneo) e pare superassero gli 80 hp e ruotassero ad un regime superiore ai 4000 giri al minuto. Altre varianti erano costituite dal serbatoio del carburante di capacità notevolmente maggiorata (180 litri), dal montaggio di un faro supplementare e di parafanghi in alluminio nonché da modifiche agli assali e alla trasmissione, dove variavano i rapporti del gruppo pignone/corona (12/47 contro i normali 12/50 oppure 11/49) e quelli del cambio (che erano I=3,13 invece di 3,19; II=1,86 invece di 1,89; III=1,40 invece di 1,45).

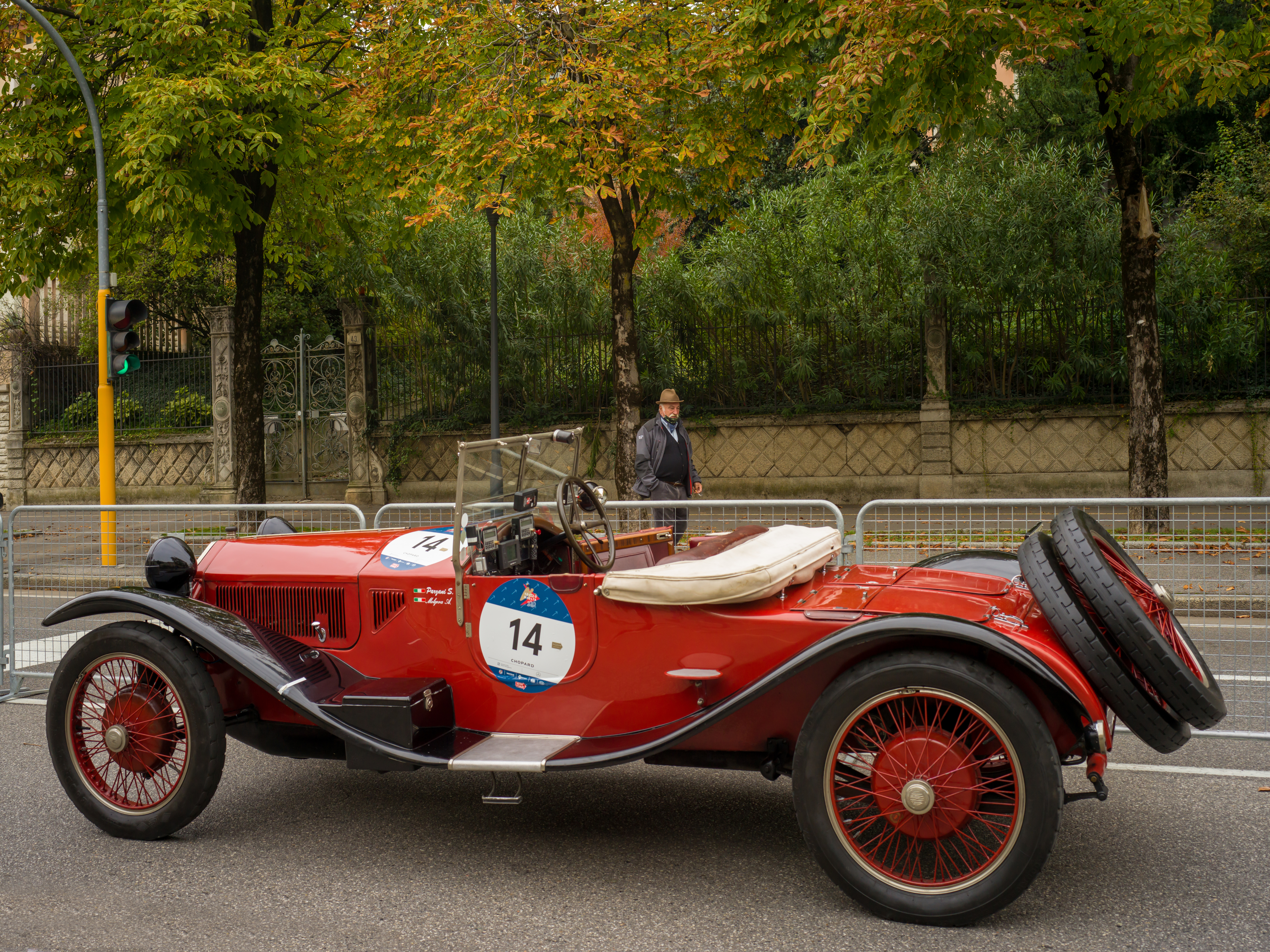
La Lancia lambda spider Casaro anno di produzione 1925 alla Mille Miglia del 2020.

Questa volta la Lancia andrà vicina al colpaccio (cioè alla vittoria): a Tolentino, Gismondi/Valsania erano secondi a soli 6 minuti dall'Alfa Romeo 6C sovralimentata (munita cioè di compressore volumetrico) di Campari ma a Bologna, dopo 1.200 km di corsa, i minuti erano scesi a 3… la vittoria era a portata di mano, poi, quando mancavano poco più di 300 km all'arrivo, la vettura cedeva e il sogno svaniva.
A tener alto il nome della Lancia rimaneva il valido Strazza, che recuperava posizioni su posizioni sino ad aggiudicarsi il 3° gradino del podio e la vittoria tra le "3 litri".
Il bilancio della partecipazione Lancia alla II Mille Miglia è il seguente: 15 vetture al via, 9 ritirate e 6 classificate (1°,3,4,5,8ºe10º posto nella graduatoria della consueta classe da 2 a 3 litri).
Negli anni successivi, le partecipazioni delle Lancia Lambda alla Mille Miglia diminuirono di numero e consistenza, tuttavia ancora nel 1929 l'equipaggio Strazza/Varallo (con uno spider Casaro) ottennero un brillante 4º posto assoluto (e la solita vittoria di classe) e altre 3 Lambda si piazzarono al 3º, al 4º e al 5º posto di classe.
Dopo un 1930 avaro di risultati (un anonimo 10º posto di classe), due vetture di questo modello ebbero ancora modo di non sfigurare alla V edizione della Mille Miglia (1931) dove finirono per occupare il 5º e il 7º posto della classe 3 litri.

## Caratteristiche tecniche dettagliate di tutte le serie
Periodo commercializzazione (tutte le serie): dal giugno 1923 all'ottobre 1931
- Periodi di commercializzazione delle varie serie: I serie dal giugno al novembre 1923 // II serie dal novembre 1923 al maggio 1924 // III serie dal maggio al novembre 1924 // IV serie dal novembre 1924 al marzo 1925 // V serie dal marzo al settembre 1925 // VI serie dal settembre 1925 al luglio 1926 // VII serie dal luglio 1926 al marzo 1928 // VIII serie dal marzo 1928 all'agosto 1930 // IX serie dal gennaio 1931 all'ottobre 1931

Motore
- Designazione tipo: dalla I alla VI serie: tipo 67 // VII serie: tipo 78 // VIII e IX serie: tipo 79
- Posizione del motore (tutte le serie): anteriore longitudinale
- Numero e disposizione cilindri (tutte le serie): 4 cilindri a V stretto
- Angolo di apertura della “V” dei cilindri: dalla I alla V serie: 13°6' // VI serie: 13º // VII serie: 14º // VIII e IX serie: 13°40'
- Alesaggio x corsa (in mm) e cilindrata totale (in cmc): dalla I alla VI serie: 75 x 120 = 2120,57 // VII serie: 79,37 x 120 = 2374,89 // VIII e IX serie: 82,55 x 120 = 2569,00
- Rapporto di compressione: dalla I alla VI serie 5,00:1 // dalla VII alla IX serie: 5,15:1
- Potenza massima (HP) e regime (giri/minuto) corrispondente: dalla I alla VI serie: 49 a 3250 giri // VII serie: 59,4 a 3250 giri // VIII e IX serie: 69 a 3500 giri
- Regime massimo del motore: dalla I alla V serie: 3250 giri // VII serie: 3500 giri // VIII e IX serie: 4000 giri circa
- Dati di costruzione del motore (tutte le serie): blocco motore in lega di alluminio con canne riportate in ghisa; testa in ghisa; albero a gomiti su 3 supporti; distribuzione a valvole in testa, con un asse a camme centrale in testa (comandato da alberino verticale) e bilancieri (montanti su cuscinetti a sfere)
- Dati messa in fase distribuzione: dalla I alla VI serie: le valvole di aspirazione si aprono al “punto morto superiore” e si chiudono a 40-44° dopo il “punto morto inferiore”, mentre le valvole di scarico si aprono al 45-48° dopo il “punto morto inferiore” e si chiudono al “punto morto superiore” // dalla VII alla IX serie le valvole di aspirazione si aprono al 2° prima del “punto morto superiore” e si chiudono al 46° dopo il “punto morto inferiore”, mentre le valvole di scarico si aprono e si chiudono come specificato per le vetture delle serie precedenti.
- Pistoni: dalla I alla II serie: in lega di alluminio // dalla III alla VI serie: in ghisa // dalla VII alla IX serie: in lega di alluminio
- Lubrificazione (tutte le serie): forzata con pompa
- Filtro olio: dalla I alla VI serie: a reticella; dalla VII serie viene aggiunto un grosso filtro a lamelle (smontabile)
- Capacità del circuito di lubrificazione: dalla I alla VI serie: litri 5 // dalla VII alla IX serie: litri 5,5
- Alimentazione (tutte le serie): per gravità, con serbatoio intermedio da 2 litri (il carburante giunge dal serbatoio posteriore tramite un sistema a depressione Weymann)
- Carburatore: dalla I alla VII serie: orizzontale Zenith tipo 36 HK // VIII e IX serie: orizzontale Zenith tipo 38 HK
- Accensione: dalla I alla VIII serie: a magnete ad alta tensione (con anticipo variabile manualmente) di marca Bosch (I e II serie), poi Marelli (III, IV, V serie e fino alla vettura nº 4600 della VI serie), poi nuovamente Bosch (sino alla VIII serie); // IX serie: a spinterogeno Bosch.
- Ordine di accensione cilindri (tutte le serie): 1-3-4-2
- Candele (tutte le serie): Champion 7
- Posizione delle candele: le prime 50 Lambda della I serie, hanno le candele avvitate direttamente sulla testa // dalla 51ª vettura della I serie sino alla VI serie le candele sono sistemate nella testa, ma lateralmente // dalla VII serie le candele non sono più sistemate lateralmente ma in testa.
- Raffreddamento (tutte le serie): ad acqua a circolazione forzata, con pompa; ventola di raffreddamento in legno.
- Capacità circuito di raffreddamento: litri 18 nelle prime serie, ridotti successivamente a 15

Impianto elettrico
- Impianto(tutte le serie): 12 Volts, Dinamo 7,5-8 Ah, Batteria 70 Ah

Trasmissione
- Albero di trasmissione (tutte le serie): trasmissione ad albero spezzato in due parti con giunti elastici Hardy;
- Trazione (tutte le serie): sulle ruote posteriori;
- Frizione (tutte le serie) multidisco a secco (3 coppie di dischi);
- Scatola del cambio (tutte le serie): in lega leggera;
- Comando del cambio (tutte le serie) a leva centrale;
- Numero rapporti del cambio di velocità: dalla I alla IV serie: 3 rapporti avanti più retromarcia // dalla V alla IX serie: 4 rapporti avanti più retromarcia;
- Rapporti del cambio di velocità: dalla I alla IV serie: 2,79:1 in 1ª marcia, 1,75:1 in 2ª marcia, 1:1 in 3ª marcia, 3,72:1 in retromarcia // dalla V alla IX serie: 3,19:1 in 1ª marcia, 1,89:1 in 2ª marcia, 1,45:1 in 3ª marcia, 1:1 in 4ª marcia e 4,41:1 in retromarcia
- Rapporto finale di riduzione, con coppia conica elicoidale: 4,167:1 (12/50) oppure 4,454:1 (11/49)

Sospensioni
- Sospensioni anteriori (tutte le serie): a ruote indipendenti, tipo"a cannocchiale" con montanti telescopici e molle elicoidali disposte concentricamente ai montanti stessi; ammortizzatori idraulici telescopici concentrici alla molla della sospensione;
- Sospensioni posteriori (tutte le serie): ad assale rigido, balestre longitudinali semiellittiche, ammortizzatori meccanici a frizione;

Freni
- Impianto frenante: (tutte le serie): freno (meccanico) a pedale agente sulla quattro ruote (tamburi) e freno a mano (meccanico) agente sui tamburi delle ruote posteriori;
- Diametro dei tamburi dei freni: dalla I alla V serie diametro cm 30 // VI serie, sino alla vettura m° 4700 diametro cm 30 // VI serie dalla vettura nº 4701 diametro cm 45 // dalla VII alla IX serie diametro cm 45

Ruote 
- Tipo ruote: (tutte le serie) ruote a raggi Rudge Whitwort;

 pneumatici
- Misure e tipo degli pneumatici: dalla I alla V serie 765 x 105 // VI serie 765 x 105 (dalla vettura nº 4701: 775 x 145) oppure (coloniale) 32" x5".77 // VII serie 775 x 145 oppure “Bibendum” Michelin 14 x 50 oppure (coloniale) 32" x5".77 // VIII e IX serie “Bibendun” Michelin 14 x 50 oppure 15 x 50 oppure (coloniale) 32" x5".77

Sterzo
- Tipo dello sterzo:(tutte le serie) sterzo a vite e ruota;
- Posizione guida: dalla I alla VII serie: a destra // VIII e IX serie: a destra, a sinistra su richiesta

Serbatoio carburante
- Capacità del serbatoio carburante: (tutte le serie) litri 68

Telaio/struttura
- Tipo della struttura:(tutte le serie) scocca portante in lamiera d'acciaio, scatolata;
- Dimensioni del telaio a passo corto: (tutte le serie) cm 310 di interasse (passo), cm 133 la carreggiata anteriore e cm 140 la carreggiata posteriore
- Dimensioni del telaio a passo lungo (disponibile a partire dalla VI serie) cm 342 di interasse (passo), cm 136 la carreggiata anteriore e cm 143,2 la carreggiata posteriore
- Peso del telaio, passo corto (tutte le serie): kg 900-925 circa
- Peso del telaio, passo lungo (disponibile a partire dalla VI serie): kg 1000-1025 circa
- Peso della vettura carrozzata “torpedo” su passo corto (tutte le serie): kg 1200-1250 circa
- Peso della vettura carrozzata “torpedo” su passo lungo (disponibile dalla VI serie): kg 1300-1350 circa

Prestazioni
- Velocità massima: dalla I alla IV serie oltre 110 km/h // V e VI serie circa 115 km/h // VII serie oltre 115 km/h // VIII e IX serie oltre 120 km/h;
- Velocità massima nelle varie marce: dalla I alla IV serie km/h 40, 64 e oltre 110 km/h rispettivamente in 1°,2ª e 3ª marcia // V e VI serie km/h 36, 61, 79 e 115 km/h rispettivamente in 1º, 2º, 3ª e 4ª marcia // VII serie km/h 37, 62, 80 e oltre 115 km/h rispettivamente in 1º, 2º, 3ª e 4ª marcia // VIII e IX serie km/h 38, 65, 84 e oltre 120 km/h rispettivamente in 1º, 2º, 3ª e 4ª marcia:
- Pendenza massima superabile con il 1º rapporto: dalla I alla V serie: 17-18% // VI serie: 21% // VII serie, tra il 21% e il 23% a seconda del passo e del rapporto al ponte adottato // VIII e IX serie, tra il 26% e il 30% a seconda del passo e del rapporto al ponte adottato
- Consumo medio, in litri ogni 100 km: dalla I alla VI serie, litri 12-13 // dalla VII alla IX serie, litri 14-15

Prezzo in Italia
- I serie carrozzata “torpedo” (1923/24) Lire 43.000
- VII serie carrozzata “torpedo” (1927) Lire 50.000
- VIII serie autotelaio (1928-1930) Lire 43.000-44.000

## Numerazioni e dati di produzione
Numerazione telai
- I serie: 10001-10400
- II serie: 10401-11500
- III serie: 11501-12300
- IV serie: 12301-13150
- V serie: 13151-14200
- VI serie: 14201-15500
- VII serie: 15501-18600
- VIII serie: 18601-22535 (non tutti i numeri vennero utilizzati)
- IX serie: 23001 a 23501 (probabilmente non utilizzato il 23499)

Numerazione produzione
- I serie: 1-400 (unità prodotte 400)
- II serie: 401-1500 (unità 1100)
- III serie: 1501-2300 (unità 800)
- IV serie: 2301-3150 (unità 850)
- V serie: 3151-4200 (unità 1050)
- VI serie: 4201-5500 (unità 1300)
- VII serie: 5501-8600 (unità 3100)
- VIII serie: 8601-12503 (unità 3903)
- IX serie: 13001-13498 e 13500-13501 (non utilizzato il 13499) (unità 500)
- Totale unità costruite: 13003 (alcune fonti indicano 12999, altre 13001)

Dati di produzione per anno
- 1923: 580 (400=I s // 180=II s)
- 1924: 2016 (920=II s // 800=III s // 296=IV s)
- 1925: 1956 (554=IV s // 1050=V s // 352=VI s)
- 1926: 1854 (948=VI s // 906=VII s)
- 1927: 1923 (1923=VII s)
- 1928: 1948 (271=VII s // 1677=VIII s)
- 1929: 1920 (1920=VIII s)
- 1930: 304 (304=VIII s)
- 1931: 502 (2=VIII s // 500=IX s)